# Роберт Шнайдер
Роберт Шнайдер (нім. Robert Schneider; *16 червня 1961, Бреґенц, Австрія) — австрійський письменник, драматург. Живе і працює в гірському селі Мешах (Meschach).
У віці двох років його усиновило подружжя з Мешаху, де він і виріс. З 1981 до 1986 він вивчав музичну композицію, театрознавство та історію мистецтва в Відні. Пізніше працював гідом і органістом.
Писати почав з 1984 року. Його дебютний роман «Брат сну» (Schlafes Bruder) в 1992 році опублікувало видавництво Reclam з Лейпцигу. До того рукопис цього роману відхилило 23 видавництва. Роман отримав всесвітнє визнання, його із захопленням вітали літературні критики в усьому світі. На сьогодні роман перекладено 30 мовами. За цей роман автор отримав низку престижних премій: Літературну премію Зальцбурзького Великоднього фестивалю (Eliette-von-Karajan-Literaturpreis der Salzburger Osterfestspiele; 1994), Премію Марі-Луїзи Фляйссер міста Інгольштадт, французьку Премію Медічі та італійську Премію Ґрінцане Кавур. В 1995 режисер Йозеф Фільсмаєр (Joseph Vilsmaier) зробив кіноверсію роману, яка висувалася на здобуття «Оскару» як найкращий іноземний фільм року. В театрі Кайзерслаутерну «Пфальцтеатер» ставився балет, а Герберт Віллі написав оперу за мотивами роману.

## Твори

### Книги
- Брат сну (Schlafes Bruder, 1992)
  - український переклад: «Сестра сну», Київ «Юніверс», 2002
- (Die Luftgängerin, 1998)
- Недоторкані (Die Unberührten, 2000)
- Папа і дівчинка (Der Papst und das Mädchen, 2001)
- Тінь (Schatten, 2002)
- (Kristus, 2004)
- «Об'ява» (Die Offenbarung, 2007)

### П'єси
- Лайно Dreck (1993)
  - український переклад: «Лайно», Київ «Юніверс», 2002
- Komödie vom deutschen Heimweh (Uraufführung 1999 im Schauspielhaus Zürich)